# Gerard McMurray
Pour les articles homonymes, voir McMurray.
Gerard McMurray, né à La Nouvelle-Orléans (États-Unis), est un réalisateur et producteur de cinéma américain.

## Filmographie

### Au cinéma

#### Comme acteur
- 2008 : Executive Decision
- 2009 : Spicy Mac Project : Gerard
- 2010 : Something Like a Business : Pimp / Thug

#### Comme directeur de la photographie
- 2008 : High Cookie

#### Comme réalisateur
- 2011 : Battle Buddy
- 2011 : The Daily Grill
- 2017 : Burning Sands
- 2018 : American Nightmare 4 : Les Origines

#### Comme producteur
- 2010 : Get Some (court métrage)
- 2011 : Fig (court métrage)
- 2011 : The Daily Grill
- 2013 : Fruitvale Station
- 2017 : Burning Sands

#### Comme scénariste
- 2017 : Burning Sands

## Récompenses et distinctions

### Nominations
- Burning Sands : 
  - Festival du film de Sundance 2017 : Grand prix du jury (section film dramatique)
  - Black Reel Awards 2018 : 
    - Meilleur scénario pour un film (partagé avec Christine T. Berg)
    - Meilleur film indépendant
    - Meilleur premier scénario (partagé avec Christine T. Berg)